# Colotrechnus agromyzae
Colotrechnus agromyzae är en stekelart som beskrevs av Subba Rao 1981. Colotrechnus agromyzae ingår i släktet Colotrechnus och familjen puppglanssteklar. Inga underarter finns listade i Catalogue of Life.